# Peter Henlein
Peter Henlein (asi 1479 Norimberk — 1542 tamtéž) byl německý zámečník, který je znám jako pravděpodobný tvůrce prvních přenosných mechanických hodinek.
O jeho životě je spolehlivě známo jen tolik, že v roce 1509 obdržel výuční list. V roce 1512 se Johannes Cochläus ve svém díle Brevis Germaniae descriptio zmiňuje o Heinleinově vynálezu, kdy použil pružinu k pohonu hodinového strojku. Jeho hodinky ve tvaru bubnu byly zhotoveny z pozlacené mosazi, měly jen jednu ručičku a vydržely jít čtyřicet hodin, byly určeny k nošení za opaskem. Často se zpožďovaly a vzhledem k vysoké pořizované ceně si je mohl dovolit jen málokdo, otevřely však cestu k radikální změně životního stylu.
Carl Spindler napsal o Henleinovi životopisný román Der Nürnberger Sophokles, který roku 1939 zfilmoval Veit Harlan pod názvem Das unsterbliche Herz. Roku 1905 byla v Norimberku zřízena kašna s bronzovou sochou vynálezce od Ernsta Lenze. Henlein má pamětní desku v památníku Walhalla, jsou po něm pojmenovány ulice i reálná škola v Norimberku, kde se také roku 1979 konaly velké oslavy pětistého výročí jeho narození, i když řada historiků věrohodnost tohoto data zpochybnila.